# Glenea andrewesi
Glenea andrewesi é uma espécie de besouro da família Cerambycidae. Foi descrito por Charles Joseph Gahan em 1893. É conhecido da Índia.